# Prohibition in Norwegen
Die Prohibition in Norwegen begann ab 1914 wegen des Ersten Weltkrieges mit dem Verbot des Verkaufs und Ausschanks von Spirituosen bzw. Branntwein (norwegisch brennevin) und verbot ebenso das Bierbrauen und Herstellen von Spirituosen aus Korn und Kartoffeln. Endgültig wurde die Prohibition als Brennevinsforbudet (deutsch: Branntweinverbot) im Dezember 1916 eingeführt. Während das zusätzlich verschärfende Hetvinsforbudet („Südweinverbot“) von 1917 bereits 1923 wieder abgeschafft wurde, hob die norwegische Regierung das Brennevinsforbud nach einer Volksabstimmung über die Fortsetzung der Prohibition erst 1927 formell wieder auf. Die Verbote dominierten Norwegens parlamentarische Politik dermaßen, dass gleich zwei Rechtsregierungen und eine Linksregierung abtreten mussten.

## Vorgeschichte
Bereits im 19. Jahrhundert wurde verschiedentlich das Verbot von Alkohol gefordert. Stortingsabgeordnete wie Anton Martin Schweigaard und Frederik Stang setzten sich in dieser Zeit eloquent für die Prohibition ein. Anfang des 20. Jahrhunderts wurde der Alkoholkonsum als großes soziales Problem angesehen. Viele Norweger waren daher mit der Totalabstinenzbewegung verbunden, die 1913 bereits 247.000 Anhänger zählte, was zehn Prozent der damaligen norwegischen Bevölkerung entsprach. Durch regionale Volksabstimmungen erreichte die Bewegung die landesweite Einführung lokaler Alkoholverbote und näherte sich so ihrem Ziel von einer Gesellschaft ohne Alkohol, bis es 1913 nur noch zwölf Städte gab, die den Verkauf und Ausschank erlaubten.

## Beginn der Prohibition
Während des Ausbruchs des Ersten Weltkriegs im August 1914 wurde in Norwegen ein vorläufiges Verbot von Spirituosen und starkem Wein eingeführt und ursprünglich mit der prekären Versorgungslage begründet, doch die abstinenzlerischen Bestrebungen kamen später wieder stärker zum Vorschein, nachdem die Beschränkungen im ersten Kriegsjahr entschärft wurden.
Auf Beschluss des norwegischen Parlaments, des Stortings, führte die Regierung das Brennevinsforbud im Dezember 1916 ein. Dieses Branntweinverbot war zunächst ein mittelfristiges Verbot, das in Verbindung mit den Weihnachts- und Neujahrsfeierlichkeiten während des Krieges stand. Noch bevor das Storting das Brennevinsforbud Anfang 1917 aufheben wollte, wandten sich die Polizeimeister aus den drei größten norwegischen Städten Oslo, Trondheim und Bergen an das Parlament und baten um eine Fortsetzung der Prohibition. Das Storting verlängerte daraufhin nicht nur das Verbot des Handels mit Spirituosen, sondern folgte mit einem Verbot von Bier der Klasse drei (25. Mai 1917 bis Oktober 1920) und der Klasse zwei (28. Juni 1917 bis Juni 1919) und einem Verbot von Südwein (ab dem 28. Juni 1917).

## Volksabstimmung 1919
Am Ende des Ersten Weltkrieges fielen die Gründe für das Verbot weg. Die Versorgungskrise hatte sich entschärft und Norwegen erlebte einen kurzen Aufschwung. Daraufhin wurde am Sonntag, den 5. und Montag, den 6. Oktober 1919 eine Volksabstimmung über die „gesetzliche Verankerung für das dauerhafte Verbot von Herstellung, Einfuhr und Umsatz von Spirituosen und starkem Wein“ (lovfestet varig forbud mot tilvirkirkning, innførsel og omsetning av brennevin og sterk vin) abgehalten. Die 794.000 abgegebenen Stimmen entsprachen einer Wahlbeteiligung von 66,2 %. Bei der Abstimmung gab es eine klare Mehrheit für die Fortsetzung des Verbots des Handels mit Spirituosen und Südwein. Ausgenommen war Alkohol zu medizinischem, wissenschaftlichem und technischem Gebrauch.
- 489.017 Stimmen bzw. 61,6 Prozent waren für das Verbot.
- 304.673 Stimmen bzw. 38,4 Prozent waren gegen das Verbot.

Große Zustimmung gab es im Vestlandet, Sørlandet und in Nordnorwegen. Am größten war die Zustimmung in Møre og Romsdal (88 %) und im Rogaland, am niedrigsten im zentralen Østlandet (Oslo 21 %).

## Probleme mit Handelspartnern
Die Prohibition warf zwischenzeitlich eher handelspolitische denn sozialpolitische Fragen auf. Es fanden lang andauernde und schwierige Vertragsverhandlungen mit den Wein produzierenden Ländern in Südeuropa statt. Wein- und Spirituosenproduzenten in Frankreich, Spanien und Portugal fürchteten nicht nur Einnahmeausfälle auf dem norwegischen Markt, sondern auch die europaweit verbreiteten Abstinenzbestrebungen. Diese Länder, die Südwein und Spirituosen nach Norwegen verkauften, waren zugleich eine der wichtigsten Abnehmer von norwegischem Fisch. Sie reagierten auf das Verbot mit hohen Zöllen, so dass der Fischexport in diese Länder fast zum Stillstand kam. Dies war eine der Hauptursachen, warum sich die wirtschaftliche Situation in Norwegen nach 1920 deutlich verschlechterte. Gleichwohl verabschiedete das Storting im Herbst 1921 mit knapper Mehrheit ein permanentes Verbotsgesetz.
Alle Weinländer forderten, dass Norwegen trotz des Verbotes weiterhin ungefähr genauso viel Spirituosen und Südwein wie vor dem Krieg importieren sollte. Frankreich bestand auf einem Kontingent von 400.000 Liter pro Jahr, Spanien auf 500.000 Liter und Portugal auf 850.000 Liter. Der Verhandlungen mit Frankreich kamen verhältnismäßig gut voran, denn den Franzosen war der Export von leichten Tischweinen wichtiger als Spirituosen und die Tischweine standen außerhalb des Verbotes in Norwegen. 400.000 Liter Alkohol konnte man außerdem gut für medizinische Zwecke gebrauchen. Aber Spanien erhöhte 1921 den Zoll auf norwegische Waren um 50 % und hielt den Druck die meiste Zeit des Jahres so aufrecht, bis die norwegische Regierung nachgab. Portugal betrieb ab dem Herbst 1921 sogar einen noch härteren Handelskrieg, bis das Südweinverbot 1923 schließlich aufgehoben wurde. Praktisch wurde vorher der gesamte norwegische Export nach Portugal gestoppt und die portugiesischen Häfen wurden für norwegische Schiffe gesperrt.

## Regierungskrisen

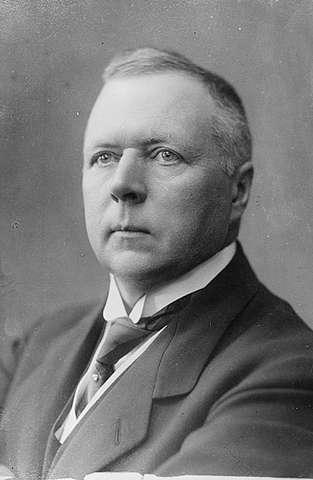
Johan Ludwig Mowinckel in einer Aufnahme aus dem Jahr 1924: Seine Regierung erreichte ein Ende des Brennevinsforbud.

Es zeigte sich, dass es unmöglich war, sowohl die norwegischen Handelsinteressen als auch das Verbot zu schützen. Das allgemeine Misstrauen in die Verhandlungsfähigkeiten der norwegischen Regierung war die Grundlage für den Fall der rechten Regierung der Høyre im Juni 1921. Den Posten des Staatsministers übernahm ein Veteran der Linken, Otto Albert Blehr. Aber die Verhandlungen mit Spanien und Frankreich verliefen deswegen nicht besser und die Regierung von Otto Blehr fiel im März 1923, als sie Portugals Forderung von 850.000 Liter nachgeben wollte. Es folgte eine neue Rechtsregierung unter Otto Bahr Halvorsen. Diese entkam den Kontingentforderungen, da sie das Storting dazu brachte, das Südweinverbot aufzuheben und damit den Markt für den freien Import von Waren aus Spanien und Portugal zu öffnen. Otto B. Halvorsen starb ein paar Monate nachdem er seine zweite Periode als Staatsminister antrat, aber die Regierung setzte ihre Arbeit unter der Leitung von Abraham Berge fort. Diese Regierung schlug vor, auch das Brennevinsforbud ohne Volksabstimmung aufzuheben, scheiterte darüber aber im Sommer 1924. Als Johan Ludwig Mowinckel nach Berges Fall eine Linksregierung gebildet hatte, setzte er sich für eine erneute Volksabstimmung zur Abschaffung des Verbotes ein. Erst dessen erste Regierung erreichte schließlich, dass das Brennevinsforbud aus der norwegischen Politik 1927 verschwand.

## Errichtung des Vinmonopolet
Bevor das Brennevinsforbud eingeführt wurde, geschah der Verkauf von Alkohol über die sogenannten samlaget. Das waren Alkoholverkaufsstellen mit kommunaler Konzession, deren Überschuss zugunsten allgemeinnütziger Arbeit erwirtschaftet wurde. Als das Branntweinverbot eingeführt wurde, kam schnell die Frage auf, wie der Handel von leichtem Wein, der im legalen Rahmen lag, kontrolliert werden könnte. Die Abstinenzbewegung forderte, dass der Import und Verkauf den kommunalen Samlag zugeführt werden sollte, die dann durch regionale Abstimmungen stillgelegt werden könnten.
Die Gegner des Verbots forderten dagegen, dass auch der zukünftige Handel von Bier und Wein im ganzen Land gesichert bliebe. Die norwegischen Handelspartner sorgten sich darum, dass der Umsatz von Wein durch kommunale Bestimmungen behindert werden könnte. Als eine Art Kompromiss, teilweise nach dem Vorbild der schwedischen Systembolaget, wurde die Errichtung eines Monopolverkaufs über eine private Aktiengesellschaft beschlossen, allerdings unter staatlicher Kontrolle. Das sogenannte Vinmonopolet (dt.: das Weinmonopol) wurde so mit Verkaufsstellen in allen größeren Städten am 30. November 1922 errichtet.

## Aufhebung des Hetvinsforbud

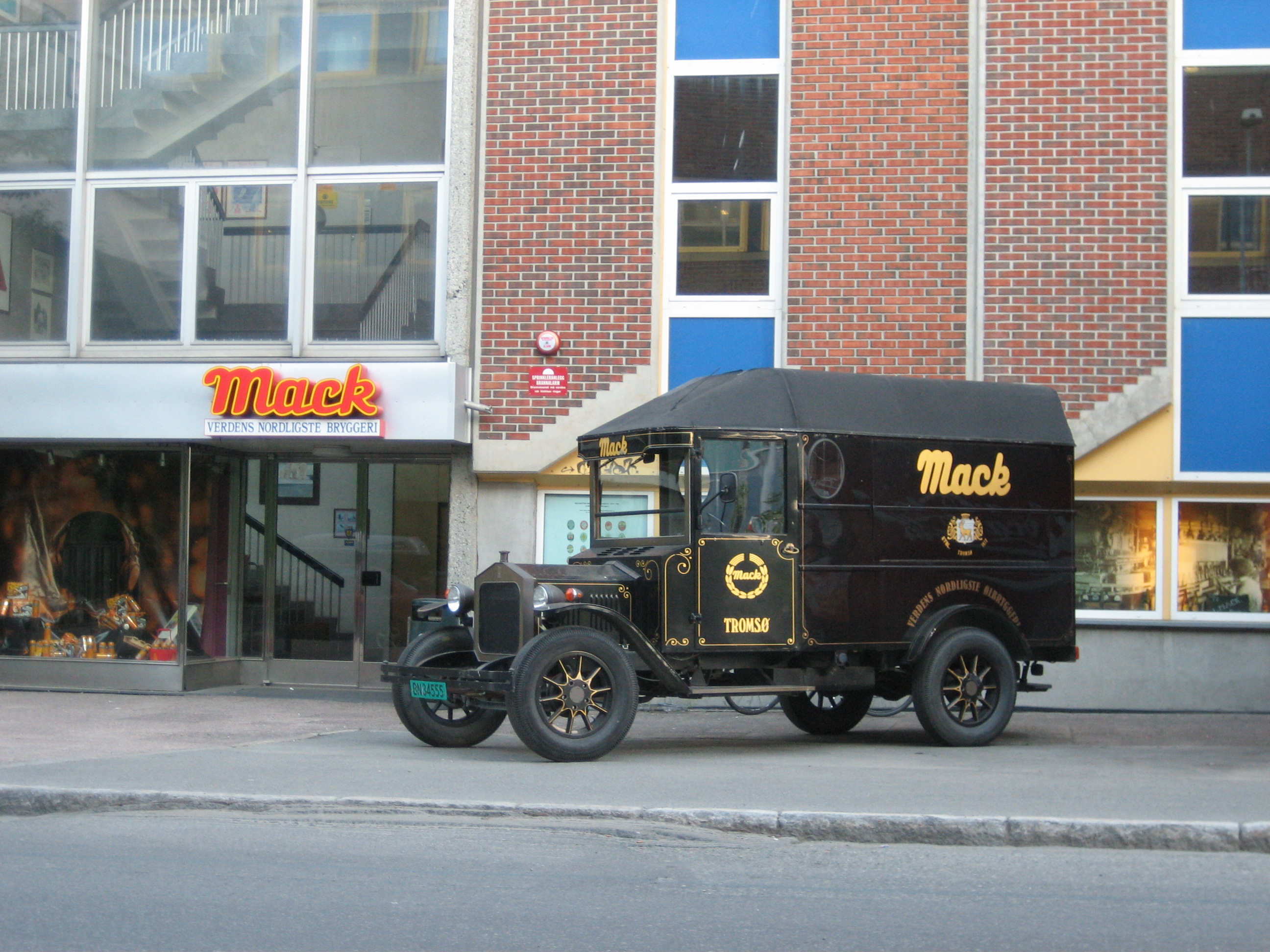
Alter Bierlader der norwegischen Brauerei Macks Ølbryggeri

Die Errichtung der Vinmonopolets reichte nicht aus, um die Exportprobleme der Fischindustrie zu verhindern. Zudem erschwerte das Verbot von Bier der Klassen zwei und drei den Brauereien das Geschäft, und Norwegens neugewonnene Souveränität von 1905 erwies sich gegenüber Frankreichs, Spaniens und Portugals handelspolitischen Druck als zu schwach. Diese Gründe führten neben einer Reihe weiterer Probleme schließlich zur Aufgabe des besonders restriktiven Hetvinsforbud im Jahr 1923.

## Folgen des Verbots
Die Prohibition wurde neben den Handels- und Brauereiproblemen von einer Reihe ungünstiger Nebenerscheinungen begleitet:

### Schmuggel
Die Verbote sorgten für einen weitverbreiteten Schnapsschmuggel. Vor allem entlang der Küsten im Süden mit kurzem Abstand zu Dänemark oder Schweden etablierten sich in den Häfen Schmuggler, die die weitere Verteilung der Ware übernahmen. Der Wert der Schmuggelware wird auf 50 bis 60 Mio. norwegische Kronen jährlich veranschlagt. Dagegen wurden 1923 lediglich 600.000 Liter Spirituosen beschlagnahmt. Der Schmuggelverkehr war mit Gefahren verbunden, die zu mehreren, auch tödlichen Unfällen führten.

### Schwarzbrennerei und Weinvorräte
Die Prohibition führte im ganzen Land zu einem starken Aufblühen der Schwarzbrennerei. Zudem wurde es immer beliebter, sich auf Vorrat Wein für den Eigenbedarf anzuschaffen. Durch das Verbot von stark alkoholischen Getränken stieg der Konsum von Bier und leichtem Wein.

### Schnapsärzte
Alkohol auf Rezept hatte eine lange Tradition in der Medizin, und viele Ärzte machten das Rezepteausstellen zu einem einträglichen Geschäft, betrug das Honorar pro Rezept doch fünf Kronen. Während der Prohibition gestanden die meisten norwegischen Ärzte dem Alkohol einen medizinischen Nutzen zu, der in der Forschung bereits widerlegt war. Es war erlaubt, für den medizinischen Gebrauch Spirituosen und „Südwein“ auf Verschreibung vom Arzt, Zahnarzt oder Tierarzt zu kaufen, was im ersten Jahr des Verbots zudem wenig kontrolliert wurde. Sogenannte „Schnapsärzte“ (brennevinsdoktorer) stellten jährlich über 10.000 Rezepte aus. Den Rekord hielt ein später verurteilter Arzt aus Trondheim namens Michael Kirchberger mit 48.657 in einem Jahr.
1923 etwa wurden in Norwegen 1,8 Millionen derartiger Rezepte ausgestellt. Das entsprach 0,8 Liter reinen Alkohols pro Einwohner oder ca. 12 % des Alkoholumsatzes im heutigen Norwegen. Die Ausdrücke rumpesprit („Popo-Schnaps“) oder doktorsprit haben ihren Ursprung in dieser Zeit und bezeichnen ärztlich verschriebenen Alkohol zum Desinfizieren, der gleichwohl auch trinkbar ist. Als das Rezeptgesetz im Herbst 1923 verschärft wurde, sank der Verkauf von medizinischem Alkohol erheblich, und der Schmuggel verbreitete sich umso mehr.

### Soziale Unterschiede und Gesundheitsschäden
Eine andere unvorhergesehene Folge war, dass die Verbote zu größeren Problemen bei der armen Bevölkerung als bei den Reichen führte, da sich die Armen mit alkoholhaltigen Waren von schlechter Qualität begnügen mussten, die zum Teil gesundheitsschädliche Inhaltsstoffe, zum Beispiel Methanol, enthielten.

### Kontrollen und Gefängnisstrafen
Das weitreichende Schmuggeln und Schwarzbrennen führte dazu, dass der Staat die Zollkontrollen und Polizeiermittlungen intensivieren musste. Ebenso stiegen die Trunkenheitsdelikte 1923 auf 18 Fälle pro 1000 Einwohner, verglichen mit 11 bis 12 Fällen später in den Dreißigerjahren und nur noch 9 Fällen nach dem Zweiten Weltkrieg. Während der Prohibitionszeit sorgte die neuentstandene Kriminalität damit für ein starkes Ansteigen von Gefängnisstrafen.

## Volksabstimmung 1926 und Aufhebung des Brennevinsforbud
Da sich immer mehr Nachteile der Prohibition abzeichneten, wurde am Montag, den 18. Oktober 1926 eine neue Volksabstimmung abgehalten. Es wurden 954.000 Stimmen abgegeben, was einer Wahlbeteiligung von 64,3 % entsprach. Dieses Mal gab es eine klare Mehrheit gegen die Fortsetzung des Verbotes.
- 423.031 Stimmen bzw. 44,3 Prozent waren für eine Fortsetzung des Brennevinsforbuds.
- 531.084 Stimmen bzw. 55,7 Prozent waren gegen eine Fortsetzung des Verbotes.

Die Abstimmungsergebnisse fielen in den verschiedenen Teilen des Landes recht unterschiedlich aus. Während in Oslo lediglich 13 % für eine Fortsetzung des Verbotes stimmten, lag die Zustimmung für die Prohibition in der Provinz Møre og Romsdal bei 77,2 %.
Mit der Volksabstimmung im Hintergrund wurde das Brennevinsforbud per Gesetz am 15. April 1927 abgeschafft. Die Regelung des Imports und Verkaufs über das Vinmonopolet wurde beibehalten.

## Verweise